# Европейско първенство по футбол 1960
Европейското първенство по футбол 1960 година е първото европейско първенство по футбол организирано от УЕФА. Финалната фаза се провежда във Франция. Спечелено е от СССР, който на финала побеждава Югославия с 2–1 в Париж след продължения.
Турнирът се провежда под формата на директни елиминации. Участват 17 отбора. Има няколко забележителни отсъстващи, сред които и Западна Германия, Италия и Англия.

## Квалификации
Отборите играят по два мача с разменено домакинство до фазата на полуфиналите. Домакинът на финалния турнир се избира между един от полуфиналистите – в случая Франция.
Испания отказва да играе със СССР, главния поддръжник на Втората испанска република в Испанската гражданска война, и се отказва от турнира, така че във финалната четворка присъстват представители на три държави от т.нар. „социалистически блок“ – СССР, Чехословакия и Югославия, които си оспорват титлата с домакините Франция.

## Финална фаза

### Участници
| - СССР - Чехословакия - Франция - Югославия |

### Стадиони
| Париж             | Марсилия          |
| ----------------- | ----------------- |
| Парк де Пренс     | Стад Велодром     |
| Капацитет: 48 000 | Капацитет: 55 000 |
|                   |                   |

|  | Полуфинали                       | Полуфинали |   |  | Финал                          | Финал |  |
|  |                                  |            |   |  |                                |       |  |
|  | 6 юли – Марсилия (Стад Велодром) |            |   |  |                                |       |  |
|  | Чехословакия                     | 0          |   |  |                                |       |  |
|  | СССР                             | 3          |   |  |                                |       |  |
|  |                                  |            |   |  |                                |       |  |
|  |                                  |            |   |  | 10 юли – Париж (Парк де Пренс) |       |  |
|  |                                  |            |   |  | СССР (сл. пр.)                 | 2     |  |
|  |                                  | Югославия  | 1 |  |                                |       |  |
|  |                                  |            |   |  |                                |       |  |
|  |                                  |            |   |  |                                |       |  |
|  |                                  |            |   |  |                                |       |  |
|  | 6 юли – Париж (Парк де Пренс)    |            |   |  |                                |       |  |
|  | Франция                          | 4          |   |  |                                |       |  |
|  | Югославия                        | 5          |   |  |                                |       |  |

### Полуфинали
В полуфиналите СССР побеждава с лекота Чехословакия в Марсилия с резултат 3–0. В другия мач Югославия побеждава домакините с 5–4, завръщайки се в мача след като на два пъти изостава с 2 гола.
В мача за третото място Чехословакия побеждава Франция с 2–0.
| 6 юли 1960 20:00 |

| Франция                              | 4 – 5 | Югославия                                         |
| ------------------------------------ | ----- | ------------------------------------------------- |
| Венсан 12' Ют 43', 62' Висниески 53' |       | Галич 11' Джанетич 55' Кнез 75' Йеркович 78', 79' |

| Парк де Пренс Париж 26 370 зрители Съдия: Гастон Гранден (Белгия) |

| 6 юли 1960 20:30 |

| Чехословакия | 0 – 3 | СССР                                   |
| ------------ | ----- | -------------------------------------- |
|              |       | Валентин Иванов 34' 56' Понеделник 66' |

| Велодром Марсилия 25 184 зрители Съдия: Чезаре Йони (Италия) |

### Трето място
| 9 юли 1960 18:00 |

| Чехословакия            | 2 – 0 | Франция |
| ----------------------- | ----- | ------- |
| Бубник 58' Павлович 88' |       |         |

| Велодром, Марсилия 9438 зрители Съдия: Чезаре Йони (Италия) |

### Финал
На финала отборът на Югославия повежда в резултата, но СССР, воден от легендарния вратар Лев Яшин, изравнява в 49-ата минута. След редовните 90 минути резултатът е 1:1. Виктор Понеделник вкарва решаващия гол седем минути преди края на продълженията, с което СССР става първият европейски шампион. 
| 10 юли 1960 21:30 |

| СССР                          | 2 – 1 след продължения | Югославия |
| ----------------------------- | ---------------------- | --------- |
| Метревели 49' Понеделник 113' |                        | Галич 43' |

| Парк де Пренс, Париж 17 966 зрители Съдия: Артър Едуард Елис (Англия) |

| ЕВРО 1960 Победител |
| ------------------- |
| СССР                |
| СССР Първа титла    |

## Статистика

### Голмайстори
2 гола
- Франсоа Ют
- Валентин Иванов
- Виктор Понеделник
- Слава Метревели
- Милан Галич
- Дражан Йеркович

1 гол
- Томислав Кнез
- Анте Жанетич
- Властимил Бубник
- Ладислав Павлович
- Жан Венсан
- Мариан Висниески

Най-бързо отбелязан гол: 11 минута – Милан Галич (Югославия срещу Франция)